# Okres Jihlava
Der Okres Jihlava (Bezirk Iglau) befindet sich im zentralen Bereich des Gebirges Českomoravská vrchovina in der Vysočina in Tschechien.
Durch den Bezirk verläuft die Wasserscheide zwischen dem Schwarzen Meer und der Nordsee. Von 1.180 km² (2003) entfallen 59 % auf landwirtschaftlich nutzbare Fläche, 31 % nehmen Wälder ein.
Der größte Anteil der Landwirtschaftsfläche wird als Futterweide genutzt. In der Industrie überwiegt der Maschinenbau, Nahrungsmittel-, Holzverarbeitungs- und Textilindustrie. Die Arbeitslosenquote beträgt 6,9 % und liegt damit unter dem Landesschnitt.
Neben Autotourismus, Fahrradwanderungen und Agrotourismus bietet der Bezirk gute Sommer- und Wintersportmöglichkeiten in den Gegenden Čeřínka und Jihlavské vrchy. Hinzu kommt ein reiches Angebot an architektonischen und Naturdenkmälern, Museen und Kunstsammlungen.
- Der historische Stadtkern von Jihlava ist ein Stadtdenkmal mit 200 geschützten Gebäuden. Der Marktplatz gehört zu den größten historischen Plätzen in Europa. Besuchenswert sind die städtischen Katakomben, die durch die Verbindung von Kellern entstanden. Erhalten blieb auch die Stadtmauer.
- In Polná befindet sich der Dekandom Himmelfahrt der Jungfrau Maria, eine der wertvollsten barocken Kirchen Tschechiens.
- In der Stadt Brtnice stehen zwei barocke Brücken mit Statuen der Heiligen.
- In Třešť begeht der Krippenbau seine 200 Jahre alte Tradition.
- Die Altstadt von Telč wurde 1992 als Welterbe von UNESCO anerkannt. Einmalig ist der historische Marktplatz mit Laubengängen und Marktbrunnen, dem Renaissance-Schloss, zwei Aussichtstürmen und einem Kloster.

Zum 1. Januar 2007 kamen die Gemeinden Brtnička, Hrutov und Kněžice aus dem Okres Třebíč hinzu. Meziříčko wechselte in den Okres Žďár nad Sázavou über.

## Städte und Gemeinden
Arnolec – Batelov – Bílý Kámen – Bítovčice – Bohuslavice – Borovná – Boršov – Brtnice – Brtnička – Brzkov – Cejle – Cerekvička-Rosice – Černíč – Čížov – Dlouhá Brtnice – Dobronín – Dobroutov – Dolní Cerekev – Dolní Vilímeč – Doupě – Dudín – Dušejov – Dvorce – Dyjice – Hladov – Hodice – Hojkov – Horní Dubenky – Horní Myslová – Hostětice – Hrutov – Hubenov – Hybrálec – Jamné – Jersín – Jezdovice – Ježená – Jihlava – Jihlávka – Jindřichovice – Kalhov – Kaliště – Kamenice – Kamenná – Klatovec – Kněžice – Knínice – Kostelec – Kostelní Myslová – Kozlov – Krahulčí – Krasonice – Lhotka – Luka nad Jihlavou – Malý Beranov – Markvartice – Měšín – Milíčov – Mirošov – Mrákotín – Mysletice – Mysliboř – Nadějov – Nevcehle – Nová Říše – Olšany – Olší – Opatov – Ořechov – Otín – Panenská Rozsíčka – Panské Dubenky – Pavlov – Plandry – Polná – Puklice – Radkov – Rančířov – Rantířov – Rohozná – Rozseč – Růžená – Rybné – Řásná – Řídelov – Sedlatice – Sedlejov – Smrčná – Stáj – Stará Říše – Stonařov – Strachoňovice – Střítež – Suchá – Svojkovice – Šimanov – Švábov – Telč – Třešť – Třeštice – Urbanov – Ústí – Vanov – Vanůvek – Vápovice – Velký Beranov – Větrný Jeníkov – Věžnice – Věžnička – Vílanec – Volevčice – Vyskytná nad Jihlavou – Vysoké Studnice – Vystrčenovice – Záborná – Zadní Vydří – Zbilidy – Zbinohy – Zdeňkov – Zhoř – Zvolenovice – Žatec – Ždírec